# Haller von Hallerstein
La famiglia Haller von Hallerstein fu una famiglia patrizia originaria di Norimberga dove fu rappresentata ininterrottamente nel consiglio cittadino dal 1316 al 1806.
La famiglia contrasse matrimoni con casate importanti a Norimberga come gli Imhoff.

## Storia

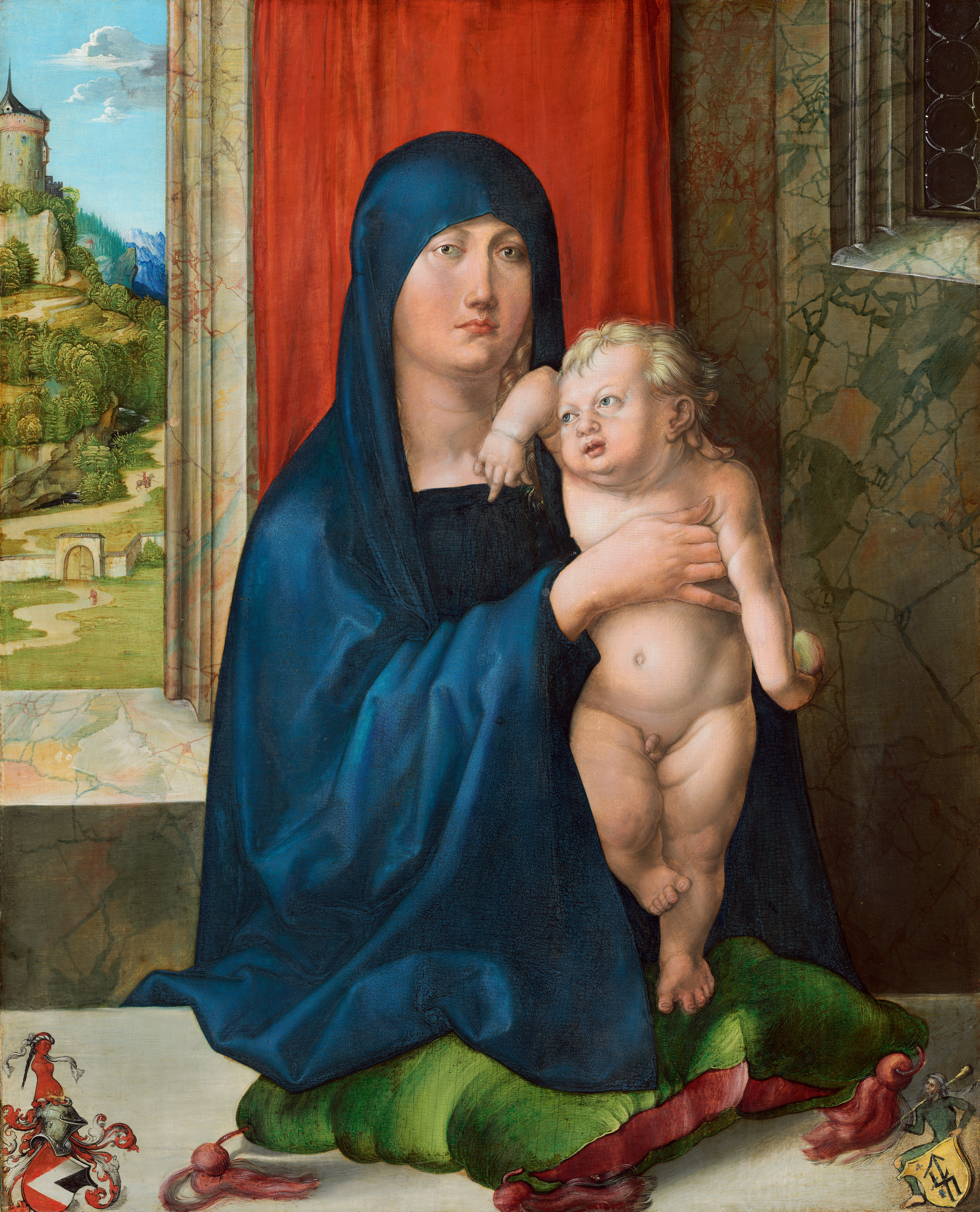
Madonna Haller, 1498 di Albrecht Dürer; in basso a sinistra si può notare lo stemma della casata

Le origini della famiglia Haller non sono ancora oggi del tutto chiare. Si ritiene che le radici della casata siano da ricercare in Tirolo, dove il cognome risulta particolarmente comune. Le prime notizie della famiglia si fanno risalire al patrizio Ulman Stromer di Norimberga che menzionava la famiglia già nella seconda metà del XIV secolo, anche se già nel 1205 viene citato il nome di Heinricus Hallare al seguito dei duchi di Andechs-Merania, assieme a Ulricus Hallar, giudice di Innsbruck, dal 1230 al seguito del conte Alberto III di Tirolo. La famiglia si trasferì in seguito in Franconia, dove viene documentata per la prima volta nel 1304 con il dominus Heinricus Haller de Prosperch. Ulrich Haller, dal 1297 consigliere a Norimberga, era confidente di Ludovico il Bavaro e nel 1316 venne investito dell'alta corte di Grosshabersdorf.
Già nel XIV secolo, la famiglia era indicata come una delle più importanti del patriziato di Norimberga. I membri della famiglia sedevano nel consiglio comunale ed erano ricchi in città, ma avevano anche possedimenti esterni come diverse proprietà a Kalchreuth.
Gli Haller ottennero la maggior parte delle loro ricchezze dai commerci con Colonia, Lione, Bologna e Venezia ma anche con l'Austria e l'Ungheria dove si impegnarono anche nel settore minerario. Le ricchezze già copiose vennero aumentate con un'abile politica matrimoniale.
Con Ruprecht I († 1489), Martin III († 1617) e Johann Siegmund († 1805) la famiglia si divise in tre rami. Un membro della famiglia, il colonnello Johann Georg Haller von Hallerstein, salvò i gioielli imperiali nell'agosto del 1796 nascondendoli dai francesi che si stavano avvicinando a Norimberga, portandoli dapprima a Praga e poi a Ratisbona, giungendo poi a Vienna nel 1800. Il nome degli Haller è associato anche ad un famoso dipinto di Albrecht Dürer, noto come Madonna Haller.
Un ramo della famiglia emigrò in Ungheria e poi in Transilvania nella seconda metà del XV secolo e venne elevato al rango baronale (nel 1699) e poi comitale (nel 1713) nella nobiltà austriaca. Il primo stemma della famiglia venne concesso nel 1433 a Norimberga e riconfermato nel 1463 e dall'ottenimento della nobiltà imperiale dall'imperatore Federico III nel 1478 e poi da Carlo V nel 1521.
La casata di Norimberga, dopo la soppressione della città libera imperiale, ottenne la nobilitazione nel regno di Baviera col titolo di baroni.

## Membri notabili
- Ulrich Haller (1255 ca. - 1324/5), console di Norimberga
- Bertold Haller (? – 1379), finanziere di Carlo IV
- Wilhelm Haller von Hallerstein († 1504), consigliere politico del duca Carlo di Borgogna
- Ruprecht (II) Haller (1452 – 1513), fondatore di una linea di diramazione ancora esistente degli Haller in Ungheria (Haller de Hallerkeö) - tale linea venne elevata al rango comitale nel 1713 e riconfermata nel 1753.
- Hieronymus Haller (? – 1519), amico di Konrad Celtis, finanziatore di Carlo V
- Hans Haller (1505 - 1547) era un orafo, probabilmente anche consigliere e membro della gilda dei mercanti di Augusta.
- Nikolaus Haller (1539 - 1584), rappresentante dei Fugger a Genova, Milano ed in Spagna.
- Wilhelm Haller von Hallerstein (1478-1534), astronomo
- Bartholomäus Haller von Hallerstein (1486–1551), segretario della regina Maria d'Ungheria
- Wolf Haller von Hallerstein (1492 - 1559), consigliere di Carlo V
- Stephan (István) Haller von Hallerstein (Hallerkö) (16?? - 1710), governatore della Transilvania nel 1709-1710
- Johann Sebastian Haller von Hallerstein (1684 – 1745), tenente generale
- Augustin Haller von Hallerstein (1703 - 1774), missionario in Cina, del ramo degli Haller di Norimberga
- Johann (János) Haller von Hallerstein (Hallerkö, † 1756), governatore della Transilvania 1734–1755
- Christoph Joachim Haller von Hallerstein (1723 – 1792), avvocato, dal 1750 consigliere privato del duca di Baviera, dal 1786 curatore dell'Università di Altdorf
- Johann Sigmund Haller von Hallerstein (1723 - 1805)
- Johann Georg Haller von Hallerstein (1773 - 1852), tenente maresciallo imperiale
- Johann Carl Haller von Hallerstein (1774 - 1817), architetto e uno dei primi archeologi tedeschi in Grecia
- Johann Georg Haller von Hallerstein, colonnello e salvatore dei gioielli imperiali dal saccheggio dei rivoluzionari francesi
- Franz Haller von Hallerkeö (1796 - 1875), generale imperiale, Bano di Croazia, Dalmazia e Slavonia
- Adalbert Haller von Hallerstein (1854 - 1914), zoologo
- Sigmund Haller von Hallerstein (1861 - 1936), medico e politico socialdemocratico
- Helga Haller von Hallerstein (1927 - 2017), stilista, traduttrice e politica tedesca, membro del Parlamento europeo
- Wilhelm Haller von Hallerstein (* 1952), direttore di banca tedesco